# Roberto Di Martino
Roberto Di Martino (Castellammare di Stabia, 28 maggio 1903 – Castellammare di Stabia, 9 gennaio 1976) è stato un allenatore di calcio e calciatore italiano, di ruolo centrocampista.

## Carriera
Mediano, disputò cinque tornei di massima serie con la maglia del Napoli tra il 1926 e il 1931, i primi della squadra partenopea, collezionando 100 presenze, compresa la prima partita disputata dall'appena costituita squadra, la sconfitta casalinga del 3 ottobre 1926 contro l'Inter per 3-0 e la prima vittoria della squadra nella massima divisione del campionato, nella gara casalinga contro la Reggiana vinta per 4-0 il 25 settembre 1927. La sua militanza nella compagine partenopea fu coronata nella stagione 1929-1930 da un quinto posto in Serie A, dopo che all'esordio la squadra appena fondata era arrivata ultima nel suo girone.
Nel 1931 passò alla Stabiese, allora in Prima Divisione, quindi l'anno successivo si trasferì, ritrovandovi il compagno di squadra al Napoli Biagio Zoccola, al Cosenza; aiutarono la squadra a raggiungere, nella stagione 1932-1933, la terza posizione nel proprio girone in Prima Divisione e Di Martino vi chiuse la carriera militando, dopo la riforma dei campionati, in Serie C.

## Palmarès

### Giocatore

#### Competizioni nazionali
- Seconda Divisione: 1

Stabia: 1924-1925 (girone campano)